# 张艳丽
张艳丽（1962年—），山东鱼台人，汉族，中华人民共和国政治人物、第十二届全国人民代表大会山东地区代表。
毕业于泰山医学院医疗专业。2013年，担任全国人大代表。